# Frustrations-Aggressions-Hypothese
Die Frustrations-Aggressions-Hypothese besagt, dass das Erleben von Frustration die Wahrscheinlichkeit von aggressivem Verhalten steigert.

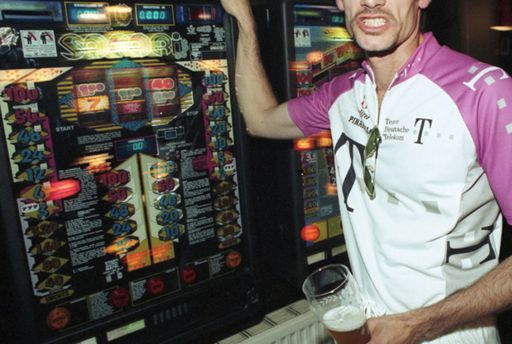
Mimischer Ausdruck von Aggressionen ausgelöst durch Frustration bei Spielverlust

Sie geht davon aus, dass einer Frustration eine Aggression folgen muss und umgekehrt Aggression immer von Frustration ausgeht. Mit anderen Worten: Auf eine Wunschversagung muss eine Verstimmung, ein verbaler oder tätlicher Angriff folgen. Die Stärke der Aggression ist dabei in der Regel proportional zur Stärke der Frustration. Diese nimmt zu, je näher das angestrebte Ziel und je größer das erwartete Glücksgefühl ist. Abgeschwächt wird die Frustration – und damit die nachfolgende Aggression –, wenn der Verursacher einschüchternd ist, die Frustration unabsichtlich geschah oder durch eine antrainierte Hemmschwelle.

## Klassisches Experiment von Barker, Dembo und Lewin
1941 führten Roger Barker, Tamara Dembo und Kurt Lewin folgendes Experiment durch: Kinder wurden in einen Raum voller attraktiver Spielsachen geführt. Die Kontrollgruppe durfte sofort damit spielen, die Experimentalgruppe wurde zunächst von einem Drahtgitter davon abgehalten. Diese Kinder konnten das Spielzeug zwar sehen, aber erst nach langem Warten damit spielen. Viele dieser Kinder zerstörten das Spielzeug, warfen es gegen die Wand, trampelten darauf herum usw.

## Zur Frustrations-Aggressions-Hypothese von Dollard und Miller
Diese These von John S. Dollard (1900–1980) und Neal E. Miller betont, dass Aggressionen grundsätzlich als Frustrationsfolgen auftreten. Die Aggressionsstärke hängt dabei ab
1. vom Grad der Neigung zu Frustrationsreaktionen
2. vom Grad der Behinderung einer Reaktion
3. von der Zahl der frustrierenden Reaktionen
4. von der Zahl gelöschter nicht aggressiver Reaktionen

Kritisch zu sehen ist die theoretische Klärungsbedürftigkeit der Begriffe „Aggression“, „Frustration“, die mangelnde Berücksichtigung der verschiedenartigen Frustrationsformen und besonders die Tatsache, dass Aggressionen sich eindeutiger durch Bekräftigungslernen als durch Frustrationen erklären lassen.
Miller erweiterte die Frustrations-Aggressions-Hypothese später um den Begriff der Aggressionsverschiebung, der eine Verschiebung des Aggressionsziels nach Hemmung der ursprünglichen Aggression beschreibt.
Nach derzeitigem Forschungsstand der Psychologie gibt es keinen zwingenden Zusammenhang zwischen Frustration und Aggression. Es sei möglich, dass Frustrationen auch in andere Verhaltensweisen als Aggressionen münden.

## Zur Frustrations-Regressions-Hypothese von Barker u. a.
Diese Hypothese stellt als zentrale Frustrationswirkung die Regression in den Mittelpunkt, d. h. ontogenetisch frühere, „unreife“ Stufen, welche sich als infantilere Muster des Denkens, Fühlens und Verhaltens auszeichnen und mit einem höheren Grad des Gefühls von Sicherheit verbunden sind.
Der Grad der Konstruktivität im Spielverhalten von Kindern sinkt z. B. nach Entzug attraktiven Spielzeugs erheblich ab. Das Verhalten zeigt qualitative Merkmale früherer Entwicklungsphasen der Kinder.
Auch hier setzt die Kritik von lerntheoretischer Seite aus an, besonders durch Untersuchungen über instrumentelles Bekräftigen regressiven Verhaltens.

## Zur Frustrations-Fixierungs-Hypothese von Maier
Nach dieser Hypothese werden die unter Frustrationsbedingungen auftretenden Verhaltensweisen fixiert bzw. auch beibehalten, wenn sie sinnlos geworden sind. Sie wurde durch Rattenexperimente mit unlösbaren Situationen aufgestellt. Das Fixierungsverhalten wird durch Wolpe als gelernte angstmindernde Reaktion aufgefasst.
In neueren Untersuchungen werden Folgen von Frustrationen als Produkt selektiver Bekräftigungen verstanden (Adelman u. a.): Diejenige Reaktion wird verstärkt, die den Organismus aus der frustrierenden Situation befreit.

## Zur Frustrations-Fixierungs-Hypothese von Berkowitz (1974)
Leonard Berkowitz unterscheidet zwischen instrumenteller und impulsiver Aggression. Seine Weiterentwicklung der Frustrations-Aggressions-Hypothese ist ein kognitiv-neoassoziationistischer Ansatz. Er stellt folgende modifizierende Annahmen auf:
- Frustration führt nicht unmittelbar zu einem Bedürfnis, einem anderen Organismus Schaden zuzufügen, sondern dieser Prozess wird durch den emotionalen Zustand des Ärgers vermittelt.
- Neben der Frustration können auch andere Formen aversiver Stimulation negative Effekte und damit Aggression auslösen.
- Das Auftreten negativer Affekte und die Bereitschaft zu aggressiven Handlungen treten parallel auf, nicht sequentiell.

## Zur Kontroverse zwischen den Hypothesen
Die Kontroverse zwischen auf der einen Seite den Hypothesen, die Aggression, Regression und Fixierung als Frustrationsfolgen in den Vordergrund stellen, und auf der anderen Seite lerntheoretischen Annahmen ist zurzeit noch nicht entschieden. Dies gilt insbesondere für die Übertragung dieser primär humanpsychologischen Denkansätze auf das Verhalten von Tieren, also auf verhaltensbiologische Beobachtungen.
Kritiker der Frustrations-Aggressions-Hypothese weisen u. a. darauf hin, dass hierbei auch die Zuschreibung von Kausalität (phänomenale Kausalität) eine Rolle spiele. Gewöhnlich führe Frustration nur dann, und selbst dann nicht immer zu Aggressionen, wenn ihr Ursprung nicht der eigenen Person oder unpersönlichen Ursachen, sondern einer anderen Person zugeschrieben werde.

## Kritik an der These
Die Frustrations-Aggressions-Theorie, der zufolge Aggression immer ein Resultat von Frustration sei, ist eine überholte These. „Diese sehr apodiktische Aussage hatte auf die Aggressionsforschung zwar großen Einfluss, konnte aber so nicht aufrechterhalten werden. Auf eine Frustration folgt nicht notwendigerweise eine Aggression, und Aggressionen sind nicht in jedem Fall Resultate von Frustrationen (Frustrationstoleranz), so dass Miller die Hypothese schon zwei Jahre später weiterentwickelte: Jede Frustration stelle zwar einen Anreiz für eine Aggression dar, manche Frustration sei aber zu leicht, um aggressives Verhalten auszulösen. Da bei andauernder Frustration der Aggressionstrieb zunehme, sofern die Möglichkeit einer Abfuhr vereitelt wird, bestehe zwar noch ein Bezug zur analytischen Sichtweise, allerdings sei die Ursache aggressiven Verhaltens nicht länger in internalen Faktoren (Aggressionstrieb) zu sehen, sondern bestehe in hinreichend starken bzw. wiederholten Frustrationen als externalen Erfahrungen – in Anlehnung an die soziale Lerntheorie von Bandura, die davon ausgeht, dass Aggression, wie alle anderen komplexen Verhaltensweisen auch, erlernt wird.“
Insgesamt gehen die meisten Psychologen und Psychotherapeuten heute davon aus, dass die Fähigkeit oder der Antrieb Frustrationen mit Aggressionen zu begegnen zwar angeboren sind, die Reaktionen aber individuell durch erlerntes Verhalten sowohl in der Qualität (Wut, Trauer, Angst, verbale oder körperliche Gewalt etc.) als auch in der Quantität unterscheiden.